# Diocèse de Guantánamo-Baracoa
Le diocèse de Guantánamo-Baracoa (en latin : Dioecesis Guantanamensis-Baracoensis ; en espagnol : Diócesis de Guantánamo-Baracoa) est un diocèse de l'Église catholique à Cuba, suffragant de l'archidiocèse de Santiago de Cuba.

## Territoire

Diocèse de Guantánamo-Baracoa

Il comprend la province de Guantánamo sur un territoire d'une superficie de 6,565 km2 divisé en 13 paroisses. L'évêché est dans la ville de Guantánamo où se trouve la cathédrale sainte Catherine de Ricci.

## Histoire
Le diocèse est érigé le 24 janvier 1998 par la constitution apostolique Spirituali Christifidelium du pape Jean-Paul II en prenant du territoire de l'archidiocèse de Santiago de Cubaqui avait son siège à Baracoa de 1517 à 1522.

## Évêques
- Carlos Jesús Patricio Baladrón Valdés (1998-2006)
- Wilfredo Pino Estévez (2006-2016) nommé archevêque de Camagüey
- Silvano Pedroso Montalvo (2018- )